# Olios senilis
Olios senilis là một loài nhện trong họ Sparassidae.
Loài này thuộc chi Olios. Olios senilis được Eugène Simon miêu tả năm 1880.